# Robert Neyret
Pour les articles homonymes, voir Neyret.

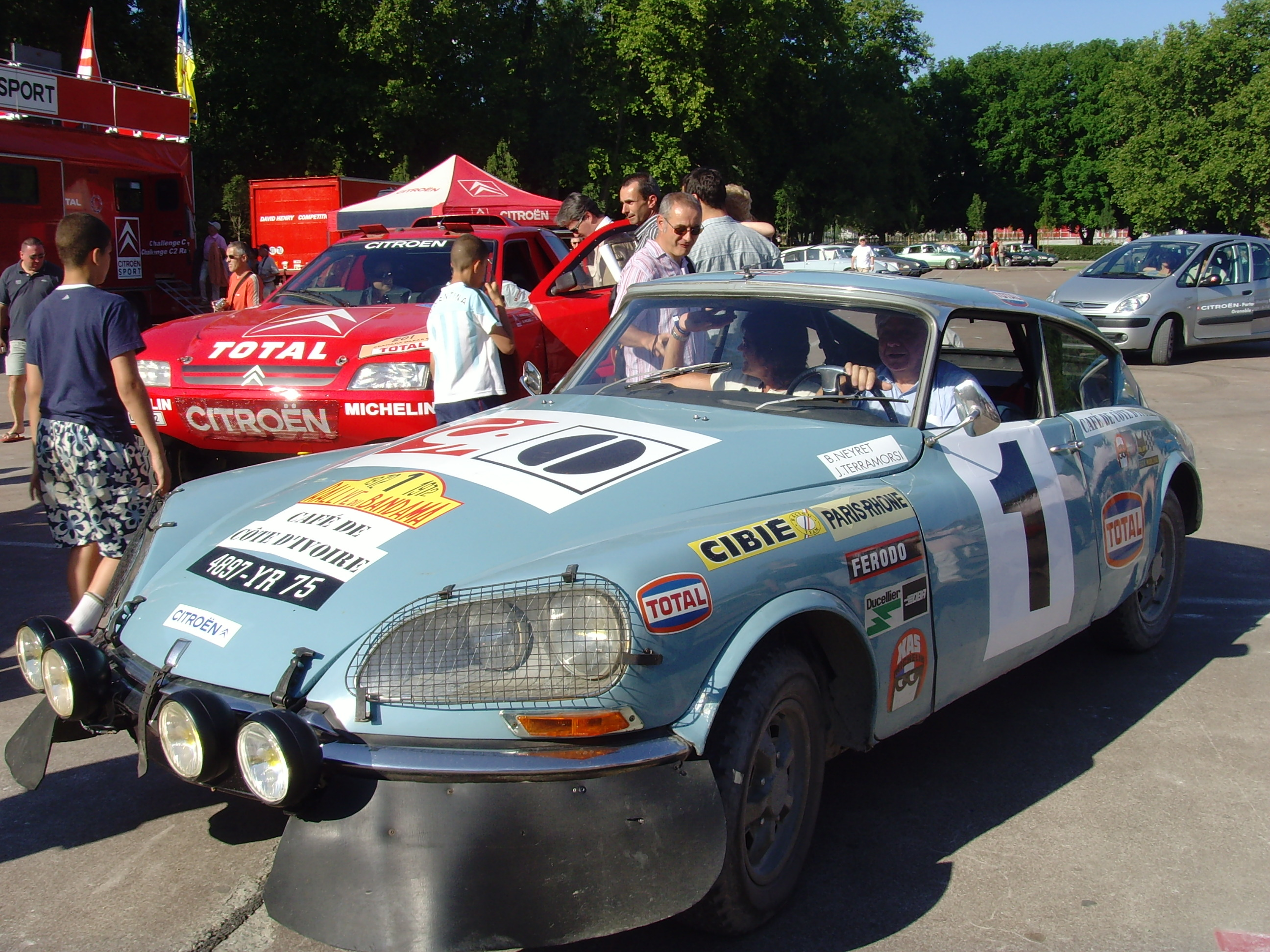
La DS 21 Proto 1969-72 de Bob Neyret, en 2007 à Grenoble (en meeting).

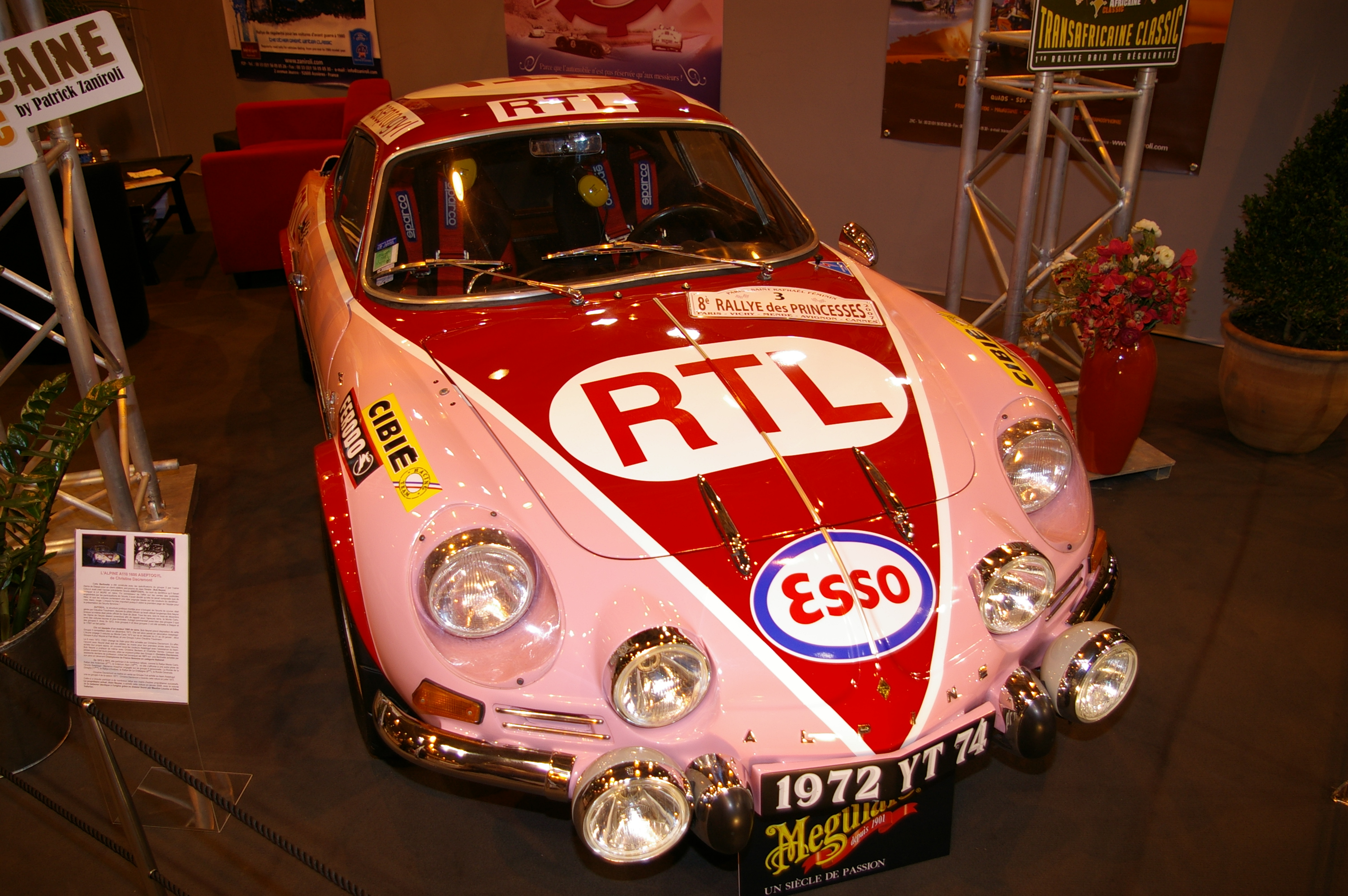
Une Alpine A110 du Team Esso Aseptogyl.

Robert Neyret, dit Bob Neyret, est un pilote semi-professionnel de rallyes français, né le 28 février 1934 à Grenoble, concourant de 1960 à 1972, ayant essentiellement accompli sa carrière chez Citroën.
Chirurgien dentiste de formation, il courut également sur Ferrari GTO (1966), Mustang 7 1 (1967), Alpine A110 (1971 à 1976), et Peugeot 504 (1971).
Spécialiste du Rallye du Maroc (et paradoxalement des courses sur neige verglacée), il remporta l'épreuve deux fois consécutivement (cependant avant son inscription en IMC), y obtint 5 podiums (dont un en IMC (2e) et deux autres en WRC (2e, puis 3e), et termina 6 fois dans les 5 premiers entre 1969 et 1975. 
En Championnat du monde des rallyes il disputa 5 courses entre 1973 et 1975, obtenant deux podiums grâce au rallye marocain (1973, puis 1975).
Directeur d'usine de pâte dentaire, il devint directeur de sa propre écurie de rallye,  Aseptogyl, formée d'équipages féminins (avec Claudine Trautmann née Bouchet entre autres) sur des Alpine A110 de couleur... rose.
Son Team Esso Aseptogyl participa aux 24 Heures du Mans en 1977 et 1978, toujours avec des pilotes féminines françaises de renom (Marianne Hoepfner, Christine Dacremont...).
Une bande dessinée, dessinée par Emilio Van der Zuiden et scénarisée par Metapat, romancée a été publiée en août 2011 sur quelques pans de son histoire : Les filles de l'oncle Bob - éditions Paquet.
En 1989, sa fille Pascale Neyret remporta la Coupe des Dames Promotion du rallye Monte-Carlo, finissant 22e au classement général, avec Carole Cerboneschi pour copilote sur Lancia Delta Intégrale.

## Palmarès

### Copilote (1954-1960)
- Rallye Neige et Glace: 1954 (pilote Jean-Claude Galtier)
  - 2e du rallye Évian-Mont-Blanc en 1954 (pilote Galtier)

### Pilote

#### Rallyes
- 1er Critérium Neige et Glace: 1962, sur Citroën DS en catégorie Tourisme;
- 1er Rallye du Maroc: 1969, sur DS 21 Proto;
- 1er Rallye du Maroc:  1970, sur DS 21 Proto;
- 1er Critérium Neige et Glace: 1967, sur DS 21 (et 1er du groupe 1);
- 1er Coupe des Alpes: 1967, sur DS 21 en catégorie Tourisme;

Accessits:
- 2e du rallye du Maroc (IMC) en  1972, sur DS 21 (1er du groupe 2), ainsi qu'en 1973 (WRC), sur DS 23;
- 2e du rallye Lyon-Charbonnières en  1963, sur DS 19;
- 2e du rallye Neige et Glace en 1971, sur Alpine A110 1600 S (1er du groupe 4);
  - 3e de Liège-Sofia-Liège en 1961, sur DS 19;
  - 3e du rallye du Portugal en 1971, sur Alpine A110 1600 S;
  - 3e du rallye Lyon-Charbonnières en  1962, sur DS 19 (1er en catégorie Tourisme);
  - 3e du rallye Lyon-Charbonnières en  1969, sur DS 19;
  - 3e Rallye de Côte d'Ivoire Bandama: 1971, sur Peugeot 504 Sari (copilote Jacques Terramorsi, également dentiste, idem pour tous les rallyes qui suivent);
  - 3e du London to Munich en 1974, sur Peugeot 504 (ou World Cup UDT Rally 1974, toujours avec Jacques Terramorsi);
  - 3e du rallye du Maroc en 1975, sur Alpine A110 1800;
  - 4e du rallye Monte-Carlo en 1966, sur DS 21;
  - 4e du rallye du Maroc en  1971, sur DS 21;
  - 5e du rallye Monte-Carlo en 1963, sur DS 19;
  - 5e de Liège-Sofia-Liège en 1964, sur DS 19.

#### Autres épreuves
- 2e de la ronde de Chamonix en 1970, sur Alpine A110 1600 S (sur glace);
- 2e de la ronde de Chamonix en 1972, sur Alpine A110 1600 S;
- 3e des 1000 kilomètres de Paris en 1966, sur Ferrari GTO (en endurance).